# Çorovoda
Çorovoda (sau Çorovodë) este un oraș situat în partea de sud a Albaniei. Este reședința districtului Skrapar. La recensământul din 2001 înregistra o populație de 13.257 locuitori.
Numele orașului vine de la Черна вода, în transcriere Cerna voda însemnând în slavă apa neagră. Râul Çorovoda traversează orașul, iar apoi formează un canion cunoscut sub numele de "Pirogosh". Un alt curs de apă care străbate localitatea este Osum. și acesta formează canioane, dar și o serie de peșteri, cele mai întinse din Albania.